# 吉祥镇
吉祥镇，是中华人民共和国四川省遂宁市蓬溪县下辖的一个乡镇级行政单位。2019年9月，撤销群力乡，将其所属行政区域划归吉祥镇管辖。

## 行政区划
吉祥镇下辖以下地区：
吉祥社区、双江村、彭井村、公平村、姚家坝村、横山村、三胜村、古井湾村、涪山坝村、莲桥村、锡沟村、登山村、顶合村和石垭村、人和社区、福田村、清泉村、宝塔村、义寨村、会明村、风洞村、平新村和古桥村。